# Kominterna
Kominterna (Komunistická internacionála, rusky Коммунисти́ческий интернациона́л), zvaná též Třetí internacionála, byla mezinárodní komunistická organizace, založená v Moskvě v březnu roku 1919. Zakládajícími členy byli zástupci 19 komunistických stran, přičemž prakticky od počátku měla hlavní slovo komunistická strana Ruska (bolševici). V čele stál tzv. Výkonný výbor komunistické internacionály. Cílem kominterny bylo šířit myšlenky komunismu a „všemi prostředky, včetně použití ozbrojené síly, bojovat za svržení světové buržoazie a vytvoření mezinárodní Sovětské republiky, jako přechodové fáze k úplnému rozpouštění států“. Roku 1928 měla přes 580 tisíc členů mimo Sovětský svaz. Mezi lety 1919 až 1935 zorganizovala celkem 7 kongresů, jež se vždy scházely v Moskvě, Výkonný výbor se sešel celkem třináctkrát. Kominterna byla rozpuštěna roku 1943 s cílem čelit hitlerovské propagandě, která tvrdila, že se Moskva hodlá vměšovat do vnitřních věcí jiných zemí a bolševizovat je a rovněž jako vstřícné gesto vůči západním Spojencům. Po válce ji v roli nástroje k řízení světového komunistického hnutí nahradila Kominforma.

## Vliv na KSČ

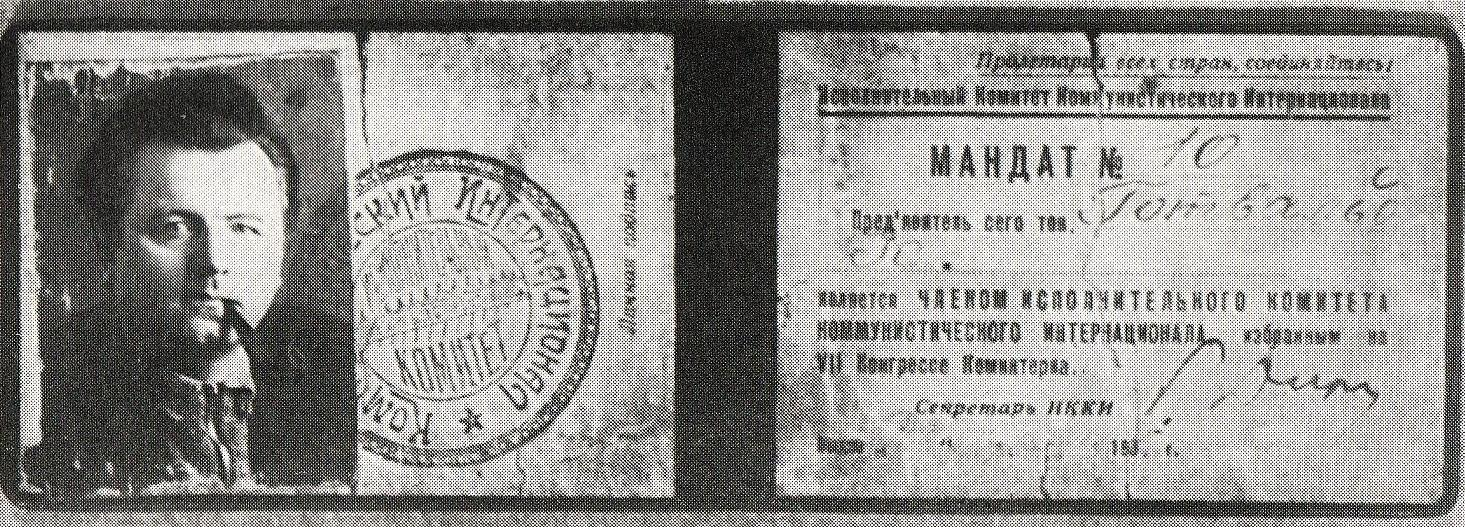
Průkazka člena Kominterny, Klementa Gottwalda z roku 1935

V roce 1929 na V. sjezdu KSČ provedli tzv. karlínští kluci v čele s Klementem Gottwaldem vnitrostranický puč, když se zbavili původního vedení strany a vyloučili nepohodlné členy, a KSČ stalinizovali – podřídili ji kominterně.